# Боско (Парма)
Боско је насеље у Италији у округу Парма, региону Емилија-Ромања.
Према процени из 2011. у насељу је живело 202 становника. Насеље се налази на надморској висини од 864 м.